# 聯合王國 (電影)
是一部2016年的英國傳記愛情片，由艾瑪·阿桑特執導，大衛·歐洛沃和羅莎蒙·派克主演。該片於2016年11月25日在英國上映。

## 劇情
塞雷茨是波扎那共和國前身- 貝專納保護國的王位繼承人，前往英國求學期間透過一次舞會，結識了在勞埃德保險社（Lloyds of London）任職的露絲（Ruth Williams Khama），快速地陷入熱戀並於一年後結婚。哪知道本應被祝福的婚姻，卻引來英國政府、殖民部（Colonial Office）、貝專納國內輿論以及實行「種族隔離政策」鄰居南非的阻擾。
戰後英國工黨政府有鑑於欠下大筆債務，必須仰賴南非這塊金雞母的挹注，最後在迫於南非威脅將以武力解決「問題」的壓力之下，於1951年宣佈中止塞雷茨的繼承權，並將當時已返鄉定居的他與妻子放逐海外。原先英國政府為安撫塞雷茨夫婦，安排兩人前往中美洲加勒比海地區的牙買加任職與定居，但遭到拒絕；最後兩人選擇定居於英格蘭東南部的薩里郡，以便照顧2名年幼的孩子。
被流放的塞雷茨並未因此放棄希望，在結束五年的流放生涯後，他選擇創立博茨瓦納民主黨，1965年議會大選中贏得多數，被推選為總理，持續致力於獨立運動。終於在一年後，家鄉貝專納保護國於1966年正式宣佈，脫離英國獨立為如今的波扎那共和國後，在首次總統大選中被選為共和國首任總統。

## 演員表
- David Oyelowo饰Sir Seretse Khama
- Rosamund Pike饰Ruth Williams Khama
- Terry Pheto（英语：Terry Pheto）饰Naledi Khama, Seretse's younger sister
- Vusi Kunene（英语：Vusi Kunene）饰Tshekedi Khama, Seretse's uncle, who is Regent of the Bangwatho Kingdom
- Abena Ayivor饰Ella Khama, Tshekedi's wife and Seretse's aunt
- Anton Lesser（英语：Anton Lesser）饰Clement Attlee
- Jack Davenport饰Alistair Canning, the British government representative in Southern Africa
- Jack Lowden饰Tony Benn
- Tom Felton饰Rufus Lancaster
- Charlotte Hope（英语：Charlotte Hope）饰Olivia Lancaster
- Nicholas Lyndhurst（英语：Nicholas Lyndhurst）饰George Williams, Ruth's father
- Anastasia Hille（英语：Anastasia Hille）饰Dot Williams, Ruth's mother
- Laura Carmichael（英语：Laura Carmichael）饰Muriel Williams-Sanderson, Ruth's sister
- Jessica Oyelowo（英语：Jessica Oyelowo）饰Lady Lilly Canning

## 外部連結
- 開眼電影網上《聯合王國》的資料（繁體中文）
- 豆瓣电影上《联合王国》的資料 （简体中文）
- 时光网上《联合王国》的資料（简体中文）
- 互联网电影数据库（IMDb）上的资料（英文）